# Rolf Bergendorffs radiomuseum

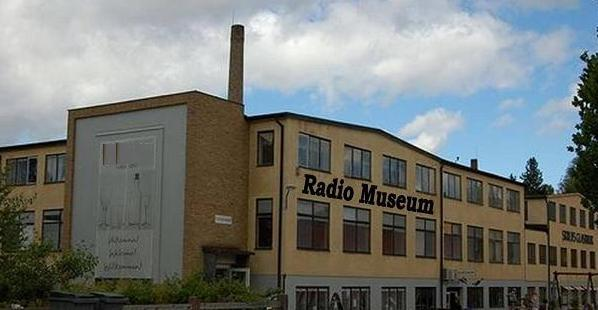
Rolf Bergendorffs radiomuseum (2015)

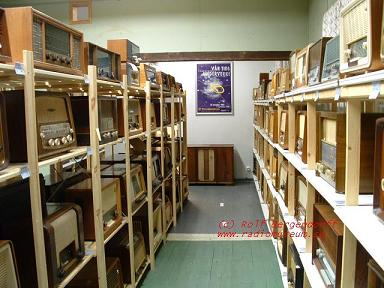
En liten del av den stora utställningen av radio- och TV-relaterade samlingen (2015)

Rolf Bergendorffs radiomuseum är ett radiotekniskt museum som sedan 2010 ligger i Skruf Lessebo kommun. 
Museet skapades av Rolf Bergendorff för att han ville visa allmänheten en liten del av sin privata samling som överstiger 6000 olika objekt av radio- och TV-relaterat material. Samlandet påbörjades under sent 1960-tal. Samlingen tar i anspråk en hyllvolym på över 350 kubikmeter eller 1700 hyllmeter.
Museet öppnade för allmänheten 1996, då i lokaler ovanför glasbutiken i Strömbergshyttan. Senare, vid en konkurs 2003 hos hyresvärden Orrefors Kosta Boda-koncernen, fick det flyttas till ett lager i Linneryd. År 2010 köptes en del av Skrufs glasbruk däri finns lämpliga lokaler för att återigen öppna för allmänheten Tyvärr är det fortfarande inte återöppnat. På museet visades den historiska utvecklingen i folkhemmen såsom radio, TV, bandspelare, grammofoner, trådspelare, Edisons fonograf, graververk till lackskivor, högtalare, amatörradio, privatradio (27 MHz), kustradio, telefoner, mobiltelefoner, militärradio, mätinstrument och videoapparat er både för studiobruk och för hemmabruk. En komplett radioverkstad från 1950-talet finns också. Man har även ett stort förråd av radiorelaterad litteratur där det ingår både tidningar och servicemanualer. Därtill kommer flera tusen radiorör, mestadels nya. Många andra reservdelar och ett stort arkiv med 78-varvsskivor, rullband och trådband.

## Externa länkar

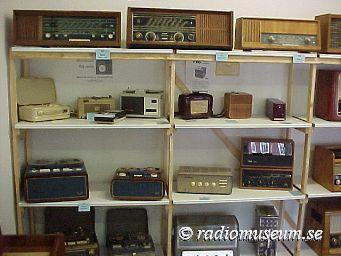
Några bandspelare och ett par radio